# Un coniglio imprendibile
Un coniglio imprendibile (Porky's Hare Hunt) è un film del 1938 diretto da Ben Hardaway e Cal Dalton. È un cortometraggio d'animazione della serie Looney Tunes, prodotto dalla Leon Schlesinger Productions e uscito negli Stati Uniti il 30 aprile 1938, distribuito dalla Warner Bros. È una sorta di sequel del precedente Caccia alle anatre, e ha come protagonista Porky Pig che va a caccia di conigli (anziché di anatre come nel suddetto corto).
Nel film appare per la prima volta, come principale "nemico" di Porky, un coniglio iperattivo che si sarebbe evoluto in Bugs Bunny in Caccia al coniglio (1940). Hardaway, dopo essere passato alla Walter Lantz Productions, replicò la personalità e la caratteristica risata del coniglio di questo corto per creare Picchiarello in Knock Knock (1940), un cortometraggio con protagonista Andy Panda. Anche Picchiarello fu doppiato da Mel Blanc. Nel film il coniglio cita una nota battuta di Groucho Marx, "'Course you know that this means war!" ("Di certo sai che questo significa guerra!"), che in seguito sarebbe diventata parte del lessico di Bugs Bunny. In questo caso la frase fu pronunciata da Hardaway anziché da Blanc, facendo una vera e propria imitazione di Marx.
La musica di scena include arrangiamenti di (tra gli altri) "Bei Mir Bistu Shein", un popolare brano swing dell'epoca, e "Hooray for Hollywood", dal film contemporaneo Hollywood Hotel. Entrambi i brani sono oggi dei classici.

## Trama

Porky e il coniglio in una scena del corto

Mentre Porky Pig e il suo cane Zero vanno a caccia di conigli, ne incontrano uno particolarmente astuto e fastidioso. Porky e Zero iniziano una lunga lotta contro il coniglio per tentare di ucciderlo, ma il roditore riesce sempre a batterli, e con l'inganno rompe il fucile di Porky e gli strappa la licenza di caccia. Quando il coniglio si rifugia in una piccola grotta, Porky ci getta dentro un candelotto di dinamite, ma il coniglio gliela restituisce e questa esplode vicino a Porky. Il coniglio va poi a trovare Porky in ospedale e, dopo aver saputo che il maialino si ristabilirà in pochi giorni, gli procura altre ferite e scappa nella foresta ridendo.